# Liodesina
Liodesina är ett släkte av fjärilar. Liodesina ingår i familjen mätare.
Kladogram enligt Catalogue of Life:
| Liodesina | \| \| Liodesina homochromata \| \| \| \| \| \| Liodesina mesatlantis \| \| \| \| |
|           | \| \| Liodesina homochromata \| \| \| \| \| \| Liodesina mesatlantis \| \| \| \| |
|           | Liodesina homochromata                                                           |
|           |                                                                                  |
|           | Liodesina mesatlantis                                                            |
|           |                                                                                  |